# Ławki (województwo mazowieckie)
Ławki – wieś sołecka w Polsce położona w województwie mazowieckim, w powiecie piaseczyńskim, w gminie Prażmów.
| SIMC    | Nazwa       | Rodzaj    |
| ------- | ----------- | --------- |
| 0007278 | Stanisławów | część wsi |

W latach 1975–1998 miejscowość administracyjnie należała do województwa warszawskiego.